# کوتنهایم
کوتنهایم (به آلمانی: Kottenheim) یک شهر در آلمان است که در ماین-کبلنتس واقع شده‌است. کوتنهایم ۲٬۷۹۱ نفر جمعیت دارد.